# Saisseval
Saisseval település Franciaországban, Somme megyében. Lakosainak száma 251 fő (2022. január 1.). Saisseval Fourdrinoy, Bovelles, Briquemesnil-Floxicourt, Cavillon, Picquigny és Seux községekkel határos.

## Népesség
A település népessége az elmúlt években az alábbi módon változott:
| Lakosok száma | 239  | 240  | 241  | 239  | 239  | 240  | 244  | 247  | 251  |
|               | 2013 | 2015 | 2016 | 2017 | 2018 | 2019 | 2020 | 2021 | 2022 |